# ألفونس فان براندت
ألفونس فـان براندت (24 يونيو 1927 في بلجيكا - 24 أغسطس 2011) هو لاعب كرة قدم بلجيكي في مركز الدفاع، شارك في كأس العالم 1954. وشارك مع منتخب بلجيكا لكرة القدم. أما مع النوادي، فقد لعب مع ليرس.

## مسيرته الكروية
لعب ألفونس فـان براندت خلال مسيرته الاحترافية مع نادِ واحدٍ في أربعة عشر موسمًا وسجل خلالها 6 أهداف ضمن 318 مباراة. ولم يفز بأي موسم بالكأس أو بالدوري.
خاض ألفونس فـان براندت مسيرته مع نادي ليرس في موسم 1945–46 ليلعب معه أربعة عشر موسمًا، مشاركًا في 318 مباراة سجل خلالها 6 أهداف.

## وصلات خارجية
- ألفونس فـان براندت على موقع الاتحاد الدولي (مؤرشف)  (الإنجليزية)
- ألفونس فـان براندت على موقع الاتحاد البلجيكي (الإنجليزية)
- ألفونس فـان براندت على موقع قاعدة بيانات كرة القدم.إي يو (الإنجليزية)
- ألفونس فـان براندت على موقع ناشيونال فوتبول تيمز (الإنجليزية)